# Akita
Akita (japanski:秋田市 Akita-shi) je grad u Japanu na otoku Honshū.

## Povijest
Povijesno gledano Akita je doživjela promjenje kroz najmanje četiri japanska povijesna razdoblja, Edo, Meiji, Showa i Heisei. Počeci grada su u razdoblju Edo. Naselje, poznat kao Kubota dvorac kasnije će postati središte Akite, izgrađeno je 1604. godine. Iako je moderan grad službeno osnovan 1. travnja 1889., Akita je bio jedan od najvažnijih gradova u regiji Tohoku još od srednjovjekovnog razdoblja. Ashina i Satake daimyo klanovi osnovali su svoju prijestolnicu u današnjoj Akiti.

## Zemljopis

### Rijeke i kanali
- Omono rijeka
- Akita-unga kanal
- Asahi-kawa rijeka
- Iwami-gawa rijeka

### Susjedni gradovi
- Kitaakita
- Katagami
- Yurihonjō
- Daisen
- Minami-Akita distrikt: Gojōme, Ikawa
- Kita-Akita distrikt: Kamikoani
- Senboku distrikt: Nishiki

## Klima
Akita ima subtropsku vlažnu klima s hladnim, vrlo snježnim, zimama, i vrlo toplim i vlažnim ljetima. Zbog svog položaja u blizini obale Japanskog mora, prima puno snijega, iznad 409 cm po sezoni, a akumulacija snijega javlja se uglavnom od prosinca do ožujka. Kiša je dobro raspodijeljena i značajna je tijekom cijele godine, ali je veća u drugoj polovici.

## Gradovi prijatelji
- Lanzhou, Kina
- Passau, Njemačka
- Malabon City, Filipini
- Kenai, Aljaska, SAD
- St. Cloud, Minnesota, SAD
- Vladivostok, Rusija

## Vanjske poveznice
- Grad Akita